# Gironden

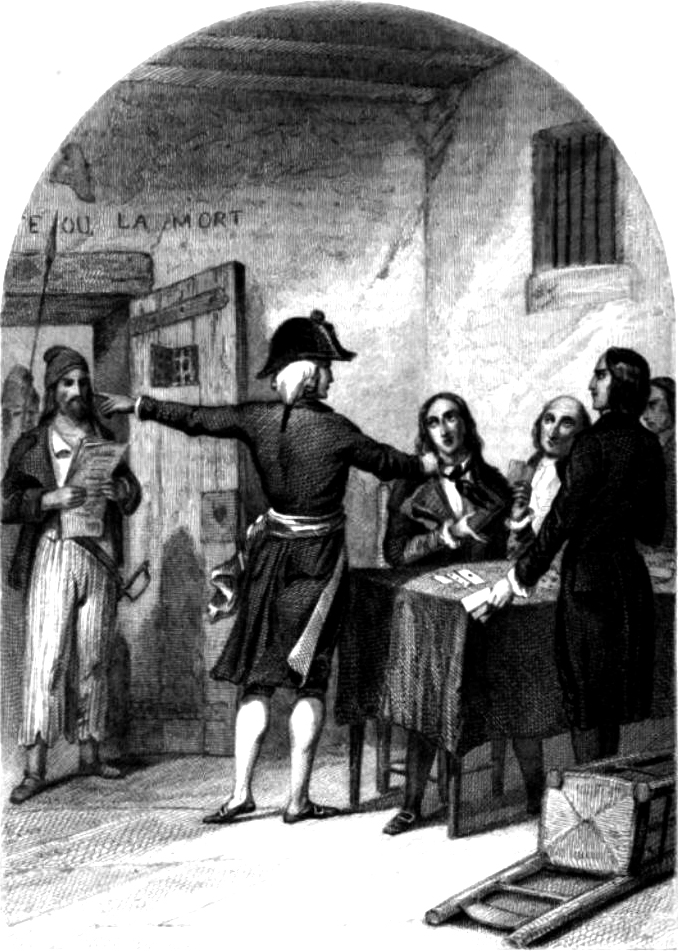
Girondister i La Force-fängelset i Paris fjärde arrondissement år 1793.

Gironden (franska: les Girondins) var en moderat (republikansk) politisk fraktion under franska revolutionen. Girondisterna, även kallade brissotiner, motarbetade jakobinerna. Namnet kommer sig av att vissa av grupperingens företrädare kom från departementet Gironde.
Bland de mest framträdande girondisterna märks Jacques Pierre Brissot (1754–1793). Gironden hade sin storhetstid under den lagstiftande församlingens tid 1791–1792. I det efterföljande nationalkonventet överflyglades de alltmer av Bergpartiet och rensades slutligen ut ur konventet i juni 1793. Girondisterna hade motsatt sig den avsatte kungens avrättning och när revolutionen gick in i ett radikalare skede kunde de inte försvara sina positioner. Charlotte Corday (1768–1793) var med i detta parti, och det var också hon som mördade Jean Paul Marat (1743–1793) den 13 juli 1793.